# Blacus evilectus
Blacus evilectus är en stekelart som beskrevs av Van Achterberg 1988. Blacus evilectus ingår i släktet Blacus och familjen bracksteklar. Inga underarter finns listade.